# Puteolina
Puteolina es un género de foraminífero bentónico de la subfamilia Fusarchaiasinae, de la familia Soritidae, de la superfamilia Soritoidea, del suborden Miliolina y del orden Miliolida. Su especie tipo es Puteolina malayensis. Su rango cronoestratigráfico abarca el Holoceno.

## Discusión
Clasificaciones más modernas consideran Puteolina un sinónimo posterior de Laevipeneroplis.

## Clasificación
Puteolina incluye a las siguientes especies:
- Puteolina discoidea
- Puteolina karreri
- Puteolina malayensis, aceptado como Laevipeneroplis malayensis
- Puteolina pseudodiscoidea
- Puteolina proteus, considerado sinónimo posterior de Peneroplis pertusus

En Puteolina se han considerado los siguientes subgéneros:
- Puteolina (Archaias), aceptado como género Archaias
- Puteolina (Sorites), aceptado como género Sorites